# امیر حیاتی
امیر حیاتی (زادهٔ ۲۵ بهمن ۱۳۰۰ صحنه - درگذشتهٔ ۲۴ اسفند ۱۳۸۴ تهران) راوی راستین مکتب تنبور صحنه، نوازندهٔ تنبور، مقام‌دان، کلام‌خوان و شاعر  لک تبار اهل ایران بود. حیاتی نواختن تنبور را از ۱۲ سالگی نزد پدر خود سپس نزد آقا سید نصرالدین جیحون آبادی به مدت چندین سال به آموختن مقامات مجلسی و حقانی پرداخت شخصیت او در عین سادگی آمیخته با شور و عشق و جنون بود و همین ویژگی بود که باعث تفاوت نوازندگی و مقام‌خوانی وی با دیگر اساتید به‌نام تنبور شد. وی شاگردان بسیاری از جمله سید خلیل عالی‌نژاد و کیخسرو پورناظری را تربیت کرد. امیر حیاتی اولین کسی بود که اشعار فارسی را با ساز تنبور همراه ساخت. تا پیش از حیاتی، فقط اشعار لکی و کردی با تنبور همراه می‌شد. در اوایل دهه سی بنا به درخواست دوستانش به تهران آمد و تا آخر عمر در آنجا اقامت گزید، آهنگ معروف «علی گویم علی جویم» که در سال ۱۳۳۹ ساخته شد، در همان سال به دعوت مسئولان رادیو ایران به ضبط و اجرای چندین مقام باستانی تنبور و «علی گویم علی جویم» پرداخت. این امر عامل مهمی در شناساندن موسیقی تنبور در خارج استانهای لرستان و کرمانشاه بود. وی شیوه‌ای منحصر به فرد در نوازندگی تنبور داشت که بی شک در نیم قرن گذشته بیشتر نوازندگان از شیوه نواختن حیاتی بهره فراوان برده اند. حیاتی ساز خود را «ندالحق» می‌نامید. این تنبور کاسه‌ای به مراتب بزرگتر و صدایی طنین‌انداز‌تر داشت.